# Joe DiMaggio
Joseph Paul DiMaggio (Martínez, Califòrnia, 25 de novembre de 1914 - Hollywood, Florida, 8 de març de 1999), va ser un jugador de beisbol de les Grans Lligues que va jugar professionalment pels New York Yankees durant tota la seva carrera.

## Infància i joventut
Va ser el vuitè de nou fills d'un pescador que volia que els seus fills seguissin el seu ofici, però només els dos més grans ho van fer, mentre que tres (Joe, Vince i Dom) van arribar a ser jugadors de les lligues majors de beisbol.
Va iniciar la seva carrera a les lligues menors en els San Francisco Seals pels quals va jugar durant tres temporades. L'any 1933 va assolir 61 jocs consecutius batejant de hit amb una mitjana de 340, amb 28 homeruns i 169 carreres impulsades.

## El Yankee Clipper
Els Yankees el compraren perquè jugués durant la temporada 1936. No va debutar fins al 3 de maig per una lesió a les cames, la seva efectivitat a l'ofensiva va ser de 3-6. En aquesta temporada va batejar per una mitjana de 323 i 29 homeruns (dos en un sol inning), 132 carreres anotades, 125 RBI i 15 triples.
L'any 1941 la nació sencera va estar atenta a la seva memorable proesa de 56 jocs consecutius batejant almenys un hit, que va començar un 15 de maig i va acabar el 17 de juliol. Molts d'experts consideren aquesta marca com la més gran proesa en la història del beisbol. Després del joc en què va acabar la ratxa, va anotar 17 jocs consecutius amb almenys un imparable. L'any 1942 va acabar la seva primera etapa en les grans lligues, ja que va servir a les forces armades del seu país en la Segona Guerra Mundial.
Quan es va retirar l'any 1951 va assolir un average de per vida de 325. Va assolir tres títols de bateigs, i va ser tres vegades elegit com el jugador més valuós (1939, 1941 i 1947). Amb els Yankees va aconseguir deu títols de campió de les grans lligues. Com a jugador va tenir els sobrenoms de Joltin' Joe i Yankee Clipper. L'any 1955 va ser incorporat al saló de la fama de beisbol.
El 1954 es casà amb l'actriu nord-americana Marilyn Monroe, tot i que se separaren al cap de nou mesos.